# 保加利亞LGBT權益
女同性戀、男同性戀、雙性戀與跨性別者（LGBT）在保加利亞的權益受法律保障，但該國目前未開放同性婚姻。

## 歷史
在保加利亞歷史上，同性戀非刑事化始於1858年，當時保加利亞仍為鄂圖曼土耳其帝國的一部份。1878年，保加利亞脫離鄂圖曼土耳其獨立。然而，1896年保加利亞修改刑法，16歲以上的男同性戀性行為需被處以6個月有期徒刑。這項刑罰在1951年3月13日加長，同性性行為在保加利亞需被處以最長3年的有期徒刑，併科罰金。
1968年5月1日，保加利亞通過刑法修正案，將同性戀相關的規定自刑法典中完全廢除。
东欧剧变後，隨著教會的影響力恢復及增加，政府對同性戀議題逐漸持保留態度，但傳播媒體上也偶有同志情節的節目放映，近年公開出櫃的保加利亞人也有增長趨勢。

## 同性伴侶關係
2009年，同性伴侶關係成為保加利亞的重要議題之一，因為保加利亞政府提出新的《家庭法》草案，規定伴侶關係應在政府機構登記。草案將在2009年6月進行表決。但由於條文裡並未提及同性伴侶，因此遭到保加利亞反歧視委員會和同性平權運動者的抗議，爭論持續擴大。

## 歧視與仇恨罪保護
2003年，通過的《反歧視保護法》保障不同性傾向在就業、交易、教育與居住權上不得有差別待遇。

## 概況
| 同性性行為合法化             | （自1968年5月1日） |
| 同意年齡平等化               | （自2002年）       |
| 反歧視法適用於所有領域       | （自2003年）       |
| 同性婚姻                     | No                 |
| 承認同性伴侶關係             | No                 |
| 同性領養（繼子）             | No                 |
| 同性領養（單身者領養）       | Yes                |
| 同性戀者得合法公開在軍隊服務 | Yes                |
| 變更法律性別權利             | Yes                |
| 允許男男性接觸者（MSM）捐血  | Yes                |